# Dynamine haenschi
Dynamine haenschi är en fjärilsart som beskrevs av Hall 1917. Dynamine haenschi ingår i släktet Dynamine och familjen praktfjärilar. Inga underarter finns listade i Catalogue of Life.